# Smeringochernes navigator
Espèce
Synonymes
- Rhopalochernes navigator Chamberlin, 1938

Smeringochernes navigator est une espèce de pseudoscorpions de la famille des Chernetidae.

## Distribution
Cette espèce est endémique des Samoa américaines. Elle se rencontre à Tutuila.

## Publication originale
- Chamberlin, 1938 : New and little-known false-scorpions from the Pacific and elsewhere (Arachnida - Chelonethida). Annals and Magazine of Natural History, sér. 11, vol. 2, p. 259-285.